# Quarterback titolari dei Jacksonville Jaguars
Questi quarterback sono partiti come titolari per i Jacksonville Jaguars della National Football League. Sono inseriti in ordine di data a partire dalla prima partenza come titolari nei Jaguars.

## Quarterback titolari

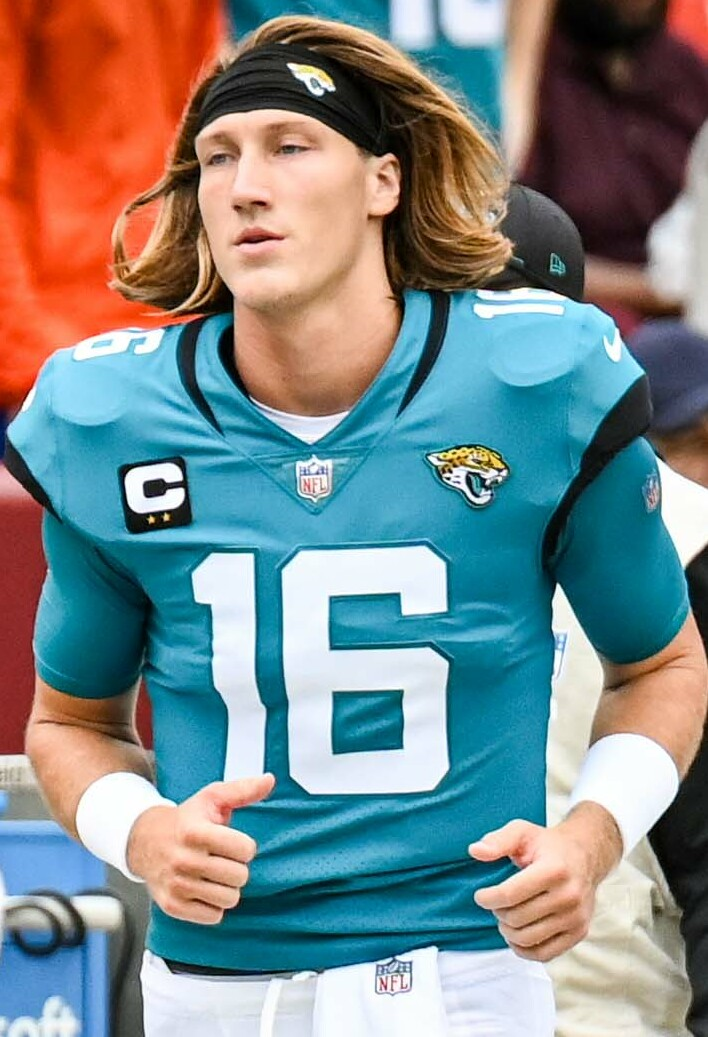
Trevon Lawrence, 2021-presente

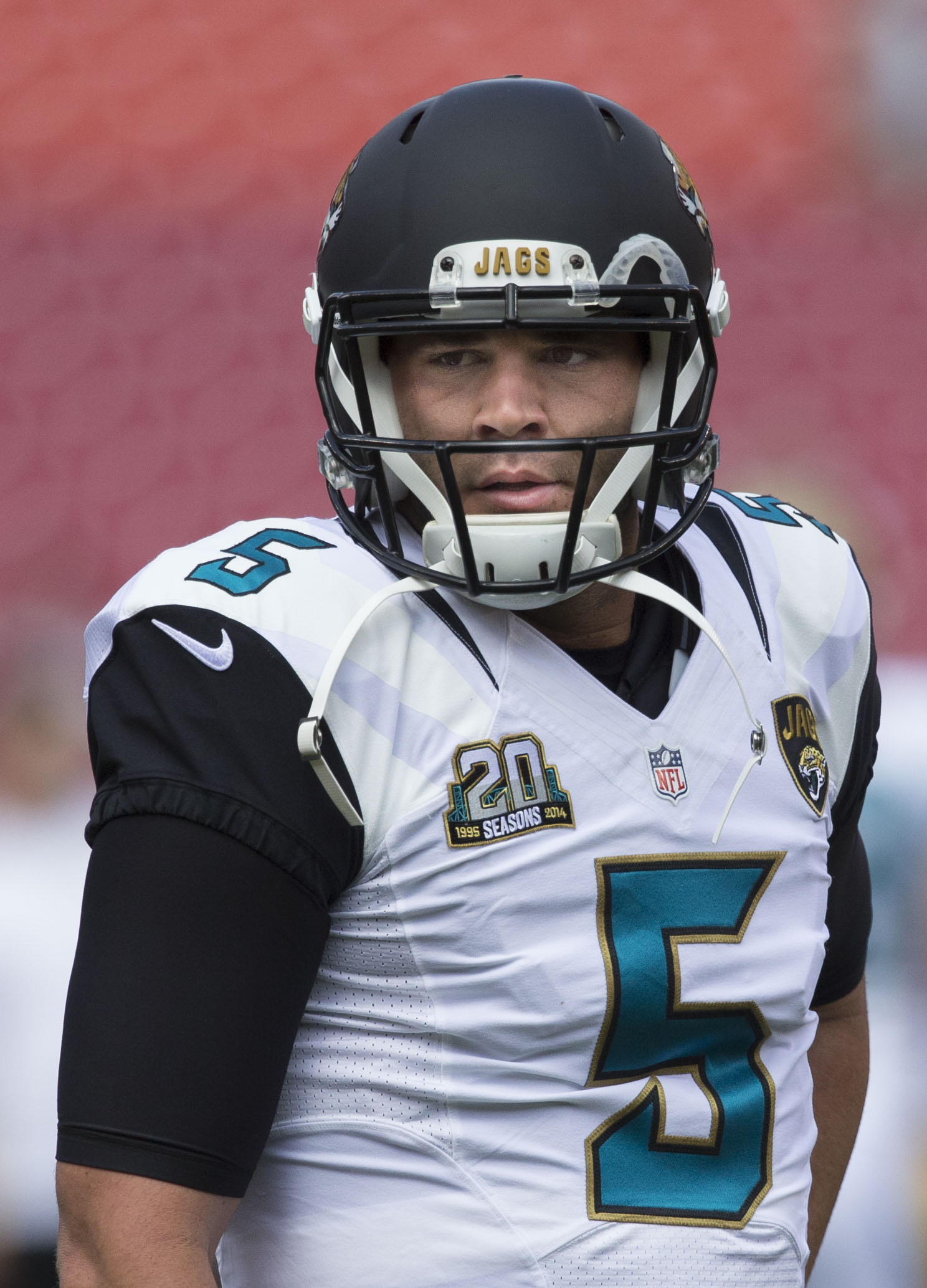
Blake Bortles, 2014-2018

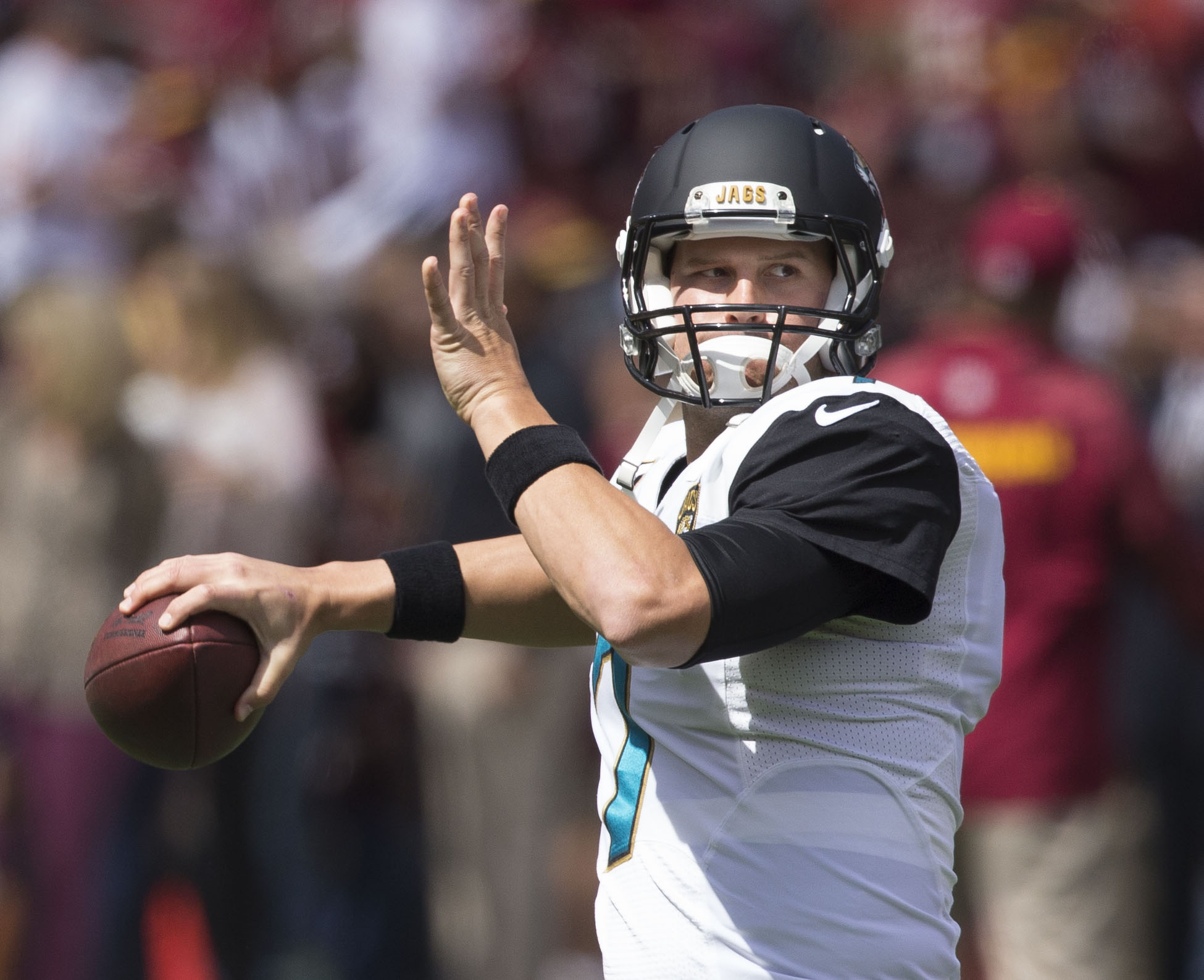
Chad Henne, 2012-2014

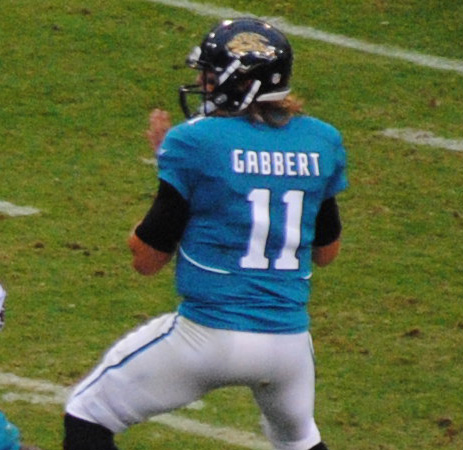
Blaine Gabbert, 2011-2013

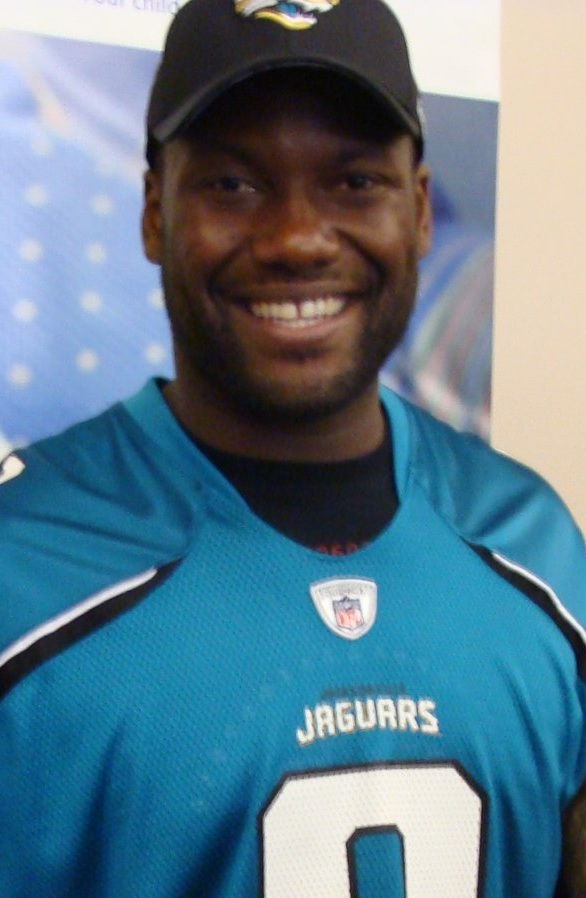
David Garrard, 2002-2011

Lista di tutti i quarterback titolari dei Jacksonville Jaguars. Il numero tra parentesi indica il numero di gare da titolare giocate nella stagione:
| Quarterback titolari dei Jacksonville Jaguars |                                                           |                    |        |
| Anno                                          | Stagione regolare                                         | Playoff            | Note   |
| 2022                                          | Trevor Lawrence (17)                                      |                    | [ 1 ]  |
| 2021                                          | Trevor Lawrence (17)                                      |                    | [ 2 ]  |
| 2020                                          | Gardner Minshew (8) / Mike Glennon (5) / Jake Luton (3)   |                    | [ 3 ]  |
| 2019                                          | Gardner Minshew (12) / Nick Foles (4)                     |                    | [ 4 ]  |
| 2018                                          | Blake Bortles (12) / Cody Kessler (4)                     |                    | [ 5 ]  |
| 2017                                          | Blake Bortles (16)                                        | Blake Bortles (3)  | [ 6 ]  |
| 2016                                          | Blake Bortles (16)                                        |                    | [ 7 ]  |
| 2015                                          | Blake Bortles (16)                                        |                    | [ 8 ]  |
| 2014                                          | Blake Bortles (13) / Chad Henne (3)                       |                    | [ 9 ]  |
| 2013                                          | Chad Henne (13) / Blaine Gabbert (3)                      |                    | [ 10 ] |
| 2012                                          | Blaine Gabbert (10) / Chad Henne (6)                      |                    | [ 11 ] |
| 2011                                          | Blaine Gabbert (14) / Luke McCown (2)                     |                    | [ 12 ] |
| 2010                                          | David Garrard (14) / Todd Bouman (1) / Trent Edwards (1)  |                    | [ 13 ] |
| 2009                                          | David Garrard (16)                                        |                    | [ 14 ] |
| 2008                                          | David Garrard (16)                                        |                    | [ 15 ] |
| 2007                                          | David Garrard (12) / Quinn Gray (4)                       | David Garrard (2)  | [ 16 ] |
| 2006                                          | David Garrard (10) / Byron Leftwich (6)                   |                    | [ 17 ] |
| 2005                                          | Byron Leftwich (11) / David Garrard (5)                   | Byron Leftwich (1) | [ 18 ] |
| 2004                                          | Byron Leftwich (14) / David Garrard (2)                   |                    | [ 19 ] |
| 2003                                          | Byron Leftwich (13) / Mark Brunell (3)                    |                    | [ 20 ] |
| 2002                                          | Mark Brunell (15) / David Garrard (1)                     |                    | [ 21 ] |
| 2001                                          | Mark Brunell (15) / Jonathan Quinn (1)                    |                    | [ 22 ] |
| 2000                                          | Mark Brunell (16)                                         |                    | [ 23 ] |
| 1999                                          | Mark Brunell (15) / Jay Fiedler (1)                       | Mark Brunell (2)   | [ 24 ] |
| 1998                                          | Mark Brunell (13) / Jonathan Quinn (2) / Jamie Martin (1) | Mark Brunell (2)   | [ 25 ] |
| 1997                                          | Mark Brunell (14) / Steve Matthews (1) / Rob Johnson (1)  | Mark Brunell (1)   | [ 26 ] |
| 1996                                          | Mark Brunell (16)                                         | Mark Brunell (3)   | [ 27 ] |
| 1995                                          | Mark Brunell (10) / Steve Beuerlein (6)                   |                    | [ 28 ] |